# Hénaménil
Hénaménil est une commune française située dans le département de Meurthe-et-Moselle en région Grand Est.

## Géographie
Le territoire de la commune est limitrophe de ceux de six communes.
| Bathelémont |           | Bures                 |
| Bauzemont   | Hénaménil | Parroy                |
|             | Crion     | Laneuveville-aux-Bois |

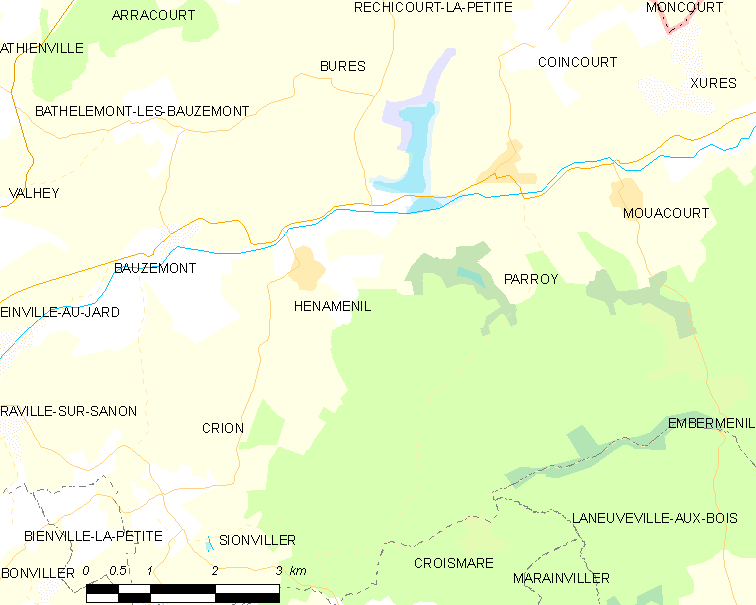
Carte de la commune.
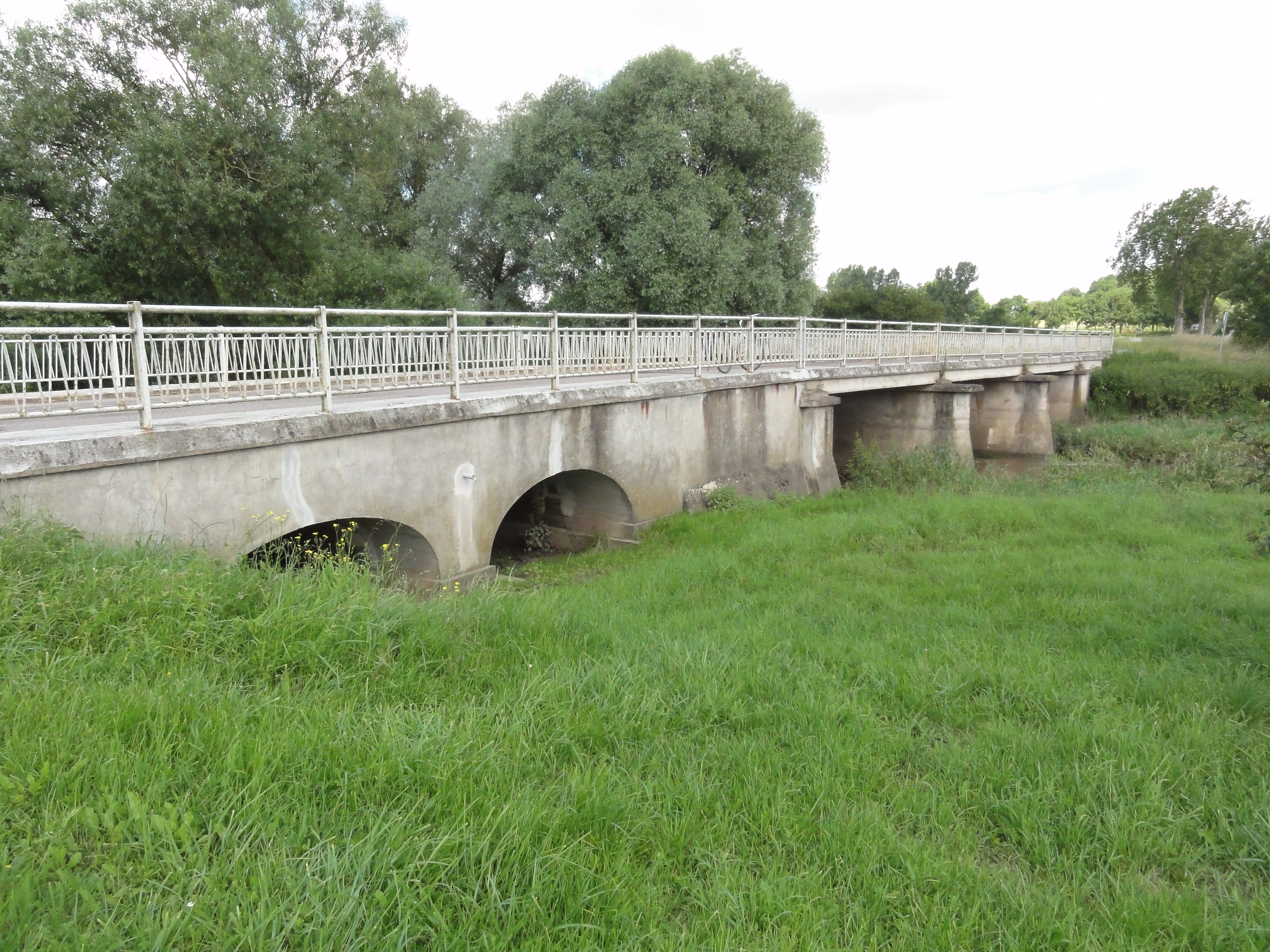
Le pont du Sânon.
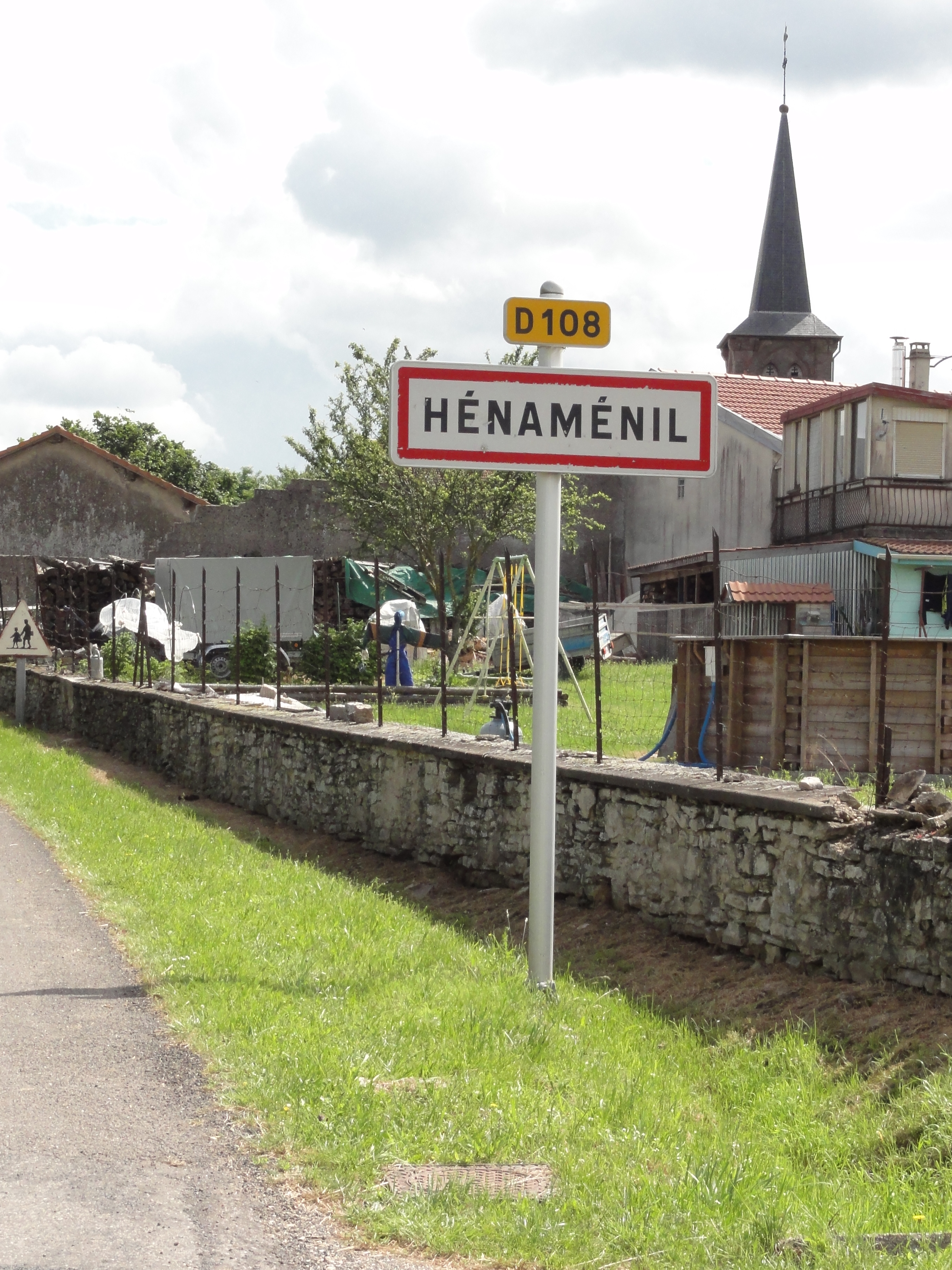
Entrée de Hénaménil.

### Hydrographie
La commune est dans le bassin versant du Rhin au sein du bassin Rhin-Meuse. Elle est drainée par le canal de la Marne au Rhin, le ruisseau de Bonneval, le ruisseau de Jalousie, le ruisseau de la Grande Goutte, le ruisseau le Grand Ru et le Sanon,.
Le canal de la Marne au Rhin, long de 293 km et comportant 178 écluses à l'origine, relie la Marne (à Vitry-le-François) au Rhin (à Strasbourg). Par le canal latéral de la Marne, il est connecté au réseau navigable de la Seine vers l'Île-de-France et la Normandie. 

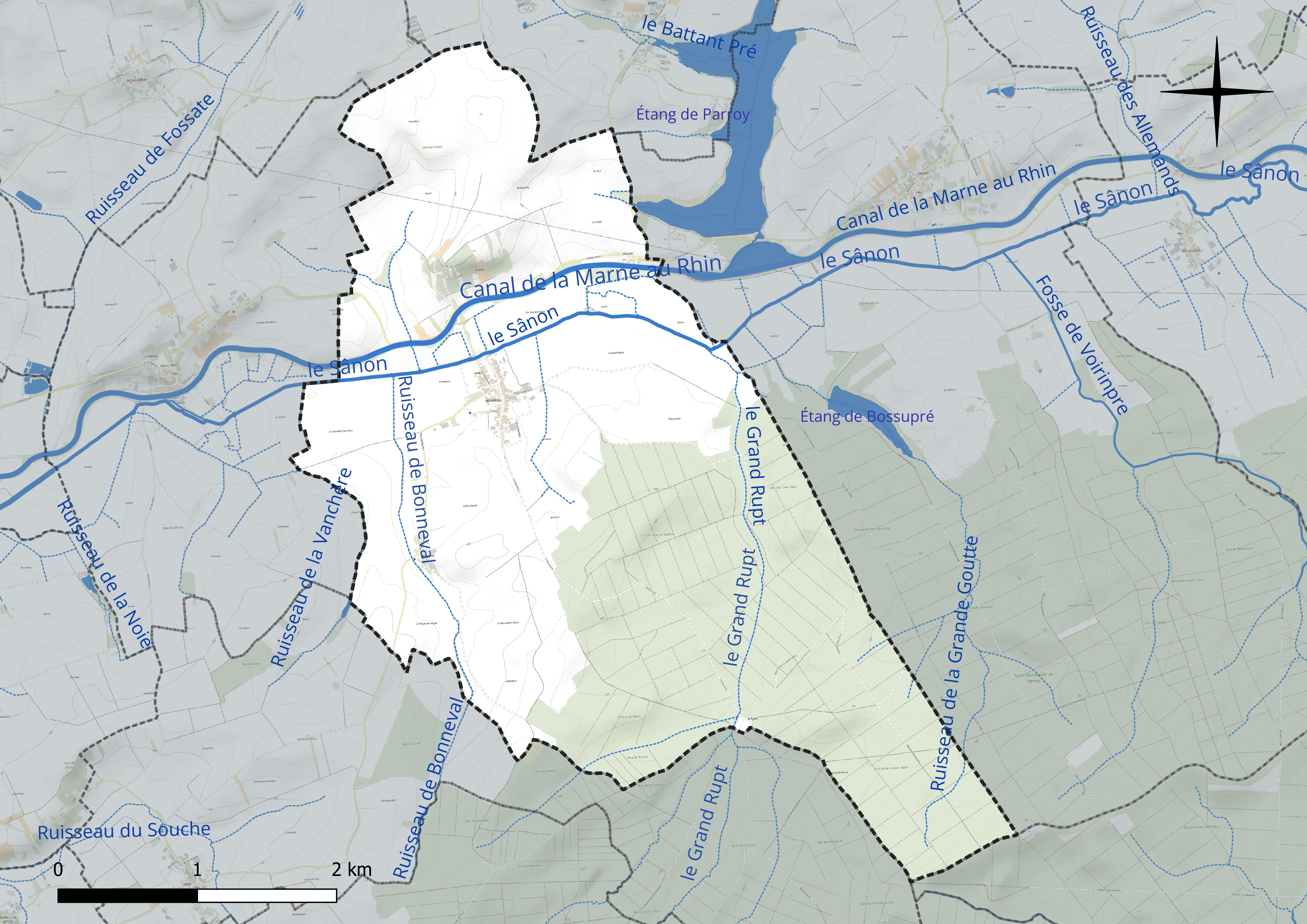
Réseau hydrographique d'Hénaménil.

### Climat
Pour des articles plus généraux, voir Climat du Grand Est et Climat de Meurthe-et-Moselle.
En 2010, le climat de la commune est de type climat des marges montargnardes, selon une étude du Centre national de la recherche scientifique s'appuyant sur une série de données couvrant la période 1971-2000. En 2020, Météo-France publie une typologie des climats de la France métropolitaine dans laquelle la commune est exposée à un climat semi-continental et est dans la région climatique  Lorraine, plateau de Langres, Morvan, caractérisée par un hiver rude (1,5 °C), des vents modérés et des brouillards fréquents en automne et hiver. 
Pour la période 1971-2000, la température annuelle moyenne est de 9,6 °C, avec une amplitude thermique annuelle de 16,8 °C. Le cumul annuel moyen de précipitations est de 818 mm, avec 11,7 jours de précipitations en janvier et 9,4 jours en juillet. Pour la période 1991-2020, la température moyenne annuelle observée sur la station météorologique de Météo-France la plus proche, « Nancy-Essey », sur la commune de Tomblaine à 25 km à vol d'oiseau, est de 11,0 °C et le cumul annuel moyen de précipitations est de 746,3 mm. 
La température maximale relevée sur cette station est de 40,1 °C, atteinte le 24 juillet 2019 ; la température minimale est de −24,8 °C, atteinte le 21 février 1956,,. 
Les paramètres climatiques de la commune ont été estimés pour le milieu du siècle (2041-2070) selon différents scénarios d'émission de gaz à effet de serre à partir des nouvelles projections climatiques de référence DRIAS-2020. Ils sont consultables sur un site dédié publié par Météo-France en novembre 2022.

## Urbanisme

### Typologie
Au 1er janvier 2024, Hénaménil est catégorisée commune rurale à habitat dispersé, selon la nouvelle grille communale de densité à sept niveaux définie par l'Insee en 2022.
Elle est située hors unité urbaine. Par ailleurs la commune fait partie de l'aire d'attraction de Nancy, dont elle est une commune de la couronne,. Cette aire, qui regroupe 353 communes, est catégorisée dans les aires de 200 000 à moins de 700 000 habitants,.

### Occupation des sols
L'occupation des sols de la commune, telle qu'elle ressort de la base de données européenne d’occupation biophysique des sols Corine Land Cover (CLC), est marquée par l'importance des territoires agricoles (58,8 % en 2018), une proportion identique à celle de 1990 (58,8 %). La répartition détaillée en 2018 est la suivante : 
terres arables (49,2 %), forêts (39,4 %), prairies (9,6 %), zones urbanisées (1,8 %). L'évolution de l’occupation des sols de la commune et de ses infrastructures peut être observée sur les différentes représentations cartographiques du territoire : la carte de Cassini (XVIIIe siècle), la carte d'état-major (1820-1866) et les cartes ou photos aériennes de l'IGN pour la période actuelle (1950 à aujourd'hui).

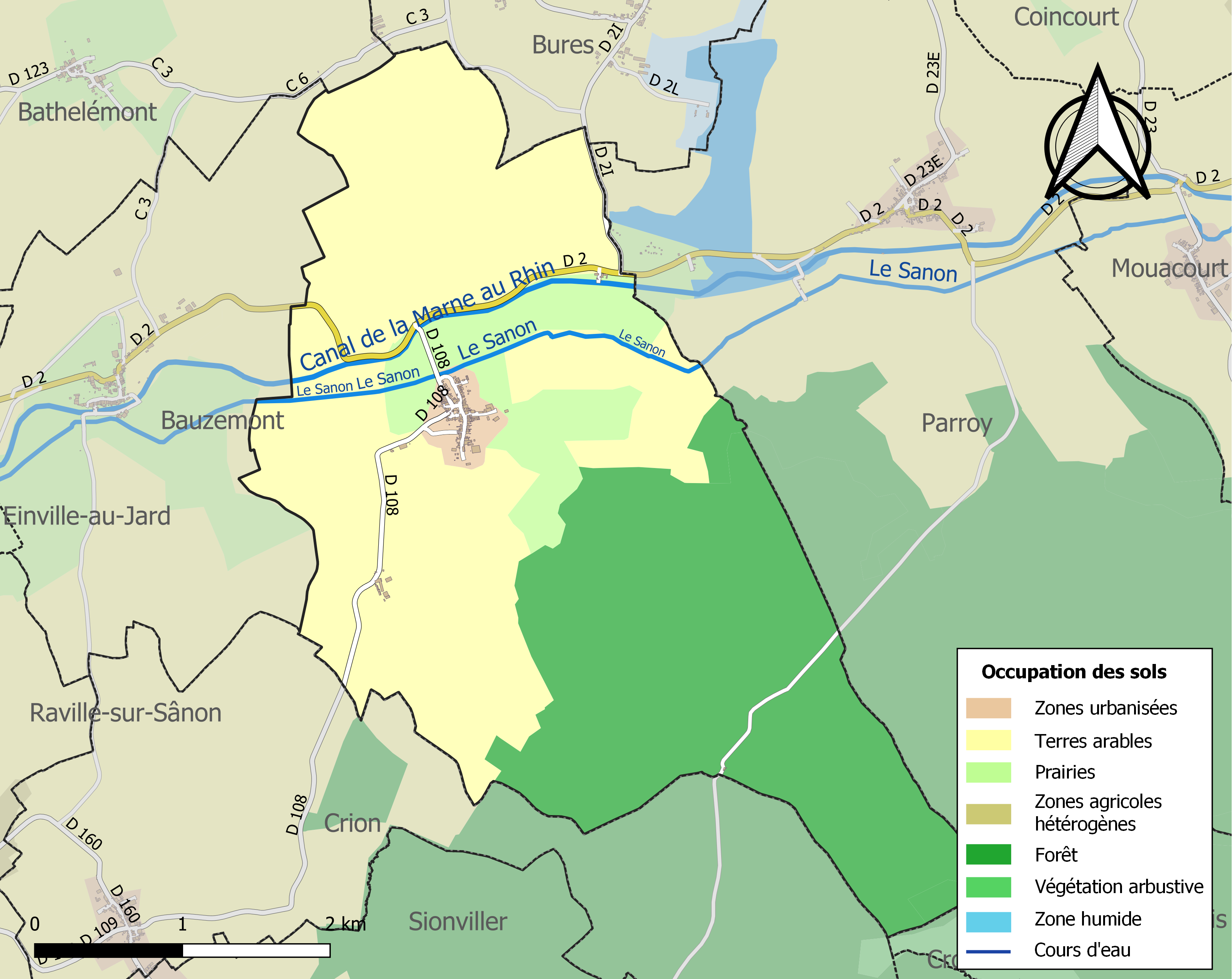
Carte des infrastructures et de l'occupation des sols de la commune en 2018 (CLC).

## Toponymie
Anciens noms : Imminivilla, Imminunis villa (699) ; Emmenovilla, Emmenonevilla (715) ; Maffridus de Hunaumasnil (1156) ; Hunamenil (vers 1156) ; Alodium de Ameinavilla (1199) ; Armemasnil, Hermamesnil (1234) ; Hermanmani (1262) ; Hennamesnil (1318) ; Hennalmesny (1326) ; Hennalmesnil (1447) ; Henaultmesnil (1476) ; Hunaldivicus ; Armemasnil, Ameinavilla.

## Histoire

### Moyen Âge
Déjà mentionnés dans l'article Toponymie, plusieurs actes font mention du village au Moyen Âge. Avant l'annexion de la Lorraine, Hénaménil a toujours appartenu au duché.

#### Le château féodal
En 1318, Poinsignon dit le Truand, seigneur d'une partie d'Hénaménil reconnaît que le duc de Lorraine lui a accordé le droit de construire une maison forte. Les ruines de ce château étaient encore visibles à la fin du XVIIIe siècle.

#### Les seigneuries
La communauté d'Hénaménil était répartie en trois seigneuries distinctes : celle d'Hénaménil, celle de Montjoie et celle d'Holvèsse.
En 1283, des difficultés s'élèvent entre le duc Ferry III et Poinsignon, dit le Truand,à propos de l'hommage que ce dernier devait au duc pour la seigneurie d'Hénaménil.
En 1314, Ferry d'Hénaménil, écuyer dit le Truand, se reconnaît homme lige du duc Henri 1er.
Le 17 août 1558, Catherine d'Haraucourt dame d'Ormes au nom de Théodore de Saulx, vend à Antoine de Lorraine comte de Vaudémont leurs droits et actions es terres et seigneurie d'Hénaménil, entre autres biens.
Claude Guérin anobli le 25 octobre 1566 est seigneur partiel d'Hénaménil.
Plusieurs membres de La famille de Juvrecourt se succédèrent comme seigneurs d'Hénaménil avant 1569 et après 1692.
Le 30 mai 1573, Jean Humbert, seigneur d'une partie d'Hénaménil est anobli.
En 1594, le duc de Lorraine était seigneur partiel d'Hénaménil.
En 1595, Claude Guérin, était seigneur partiel d'Hénaménil. Il fut également ministre secrétaire d’État du duc de Lorraine Charles III
Sous le règne du duc Henri II de Lorraine (1608-1624), Claude de Malvoisin était l'un des seigneurs d'Hénaménil. Il était également conseiller d'État, maître aux requêtes ordinaires, auditeur des comptes de Lorraine et trésorier général des finances.
Jean Humbert fut seigneur d'Hénaménil et de Bures. Il était aussi secrétaire au conseil privé des ducs de Lorraine Charles III et Henri II. Il fut envoyé extraordinaire de Charles III en Autriche et en Bavière. Il fut inhumé dans l'église Saint-Epvre de Nancy en 1619 Source
En 1625, Nicolas de Pullenoy rend foi et hommage pour la seigneurie partielle d'Hénaménil. Il y a la seigneurie de son altesse en laquelle les sieurs de la Roche prennent la moitié des droits seigneuriaux, hormis le moulin qui appartient à son altesse. Dans cette seigneurie, c'est le receveur d'Einville qui crée le maire et le maître échevin. Dans la seigneurie d'Holvesse, il y a un maire et une justice créés par les seigneurs ou officiers de ladite seigneurie.
Le 20 avril 1627, par un acte de partage entre le duc Charles IV et les seigneurs comparsonniers de la seigneurie de Montjoie sise à Hénaménil, le duc emporte les deux 45e de cette seigneurie. Le 16 décembre 1663, François de Banvillers donne ses réversales pour le tiers de la seigneurie d'Holvesse sise à Hénaménil.
Par lettres patentes du 23 mai 1665, Charles IV de Lorraine donne la portion de seigneurie qu'il détenait à Hénaménil à Nicolas Rouyer conseiller d'État de la cour souveraine et après sa mort à Humbert Rouyer son fils.
Il existe des lettres patentes relatives à la seigneurie de Montjoie pour les années 1700 concernant Gaspard de Vanel.
Il existe des lettres patentes relatives à la seigneurie d'Holvesse concernant Georges-Ferry Humbert écuyer pour la période 1699-1703.
Nicolas-Joseph Lefebvre anobli le 14 août 1706 était seigneur partiel d'Hénaménil-Holvesse. Son blason est aujourd'hui celui de la commune. Par lettres d'inféodation du 26 janvier 1736, il obtient le droit d'ajouter de Holvese à son nom.
En 1708, Joseph Duhalt est seigneur d'Hénaminy pour un 6e de la seigneurie.
Le 22 mars 1715, Charles-Henri comte de Ficquelmont fait ses foi et hommage pour les terres et seigneurie d'Hénaménil, entre autres.
Il existe des lettres patentes relatives à la seigneurie de Montjoie pour les années 1772 concernant le sieur Lefebvre.
En février 1781 puis en février 1786, sont publiées les annonces de la vente d'un tiers de la seigneurie d'Hénaménil et des deux tiers de la seigneurie d'Holvesse avec terres, prés, droits seigneuriaux et une importante maison seigneuriale,.
Nicolas-Jean-Joseph-François-Xavier de Thomassin de la Fortette, seigneur d'Hénaménil et de Crion, lieutenant-général du bailliage de Château-Salins, est député de la noblesse pour les états-généraux de 1789.

### Ancien Régime
En 1582, on construit un pont sur le passage allant du moulin d' Hénaménil au village de Bures.
En 1591, une déduction fiscale est accordée au meunier en compensation des pertes occasionnées par les guerres de cette année.
En 1605, des dépenses assez considérables sont faites pour « l'érection du battant fait à neuf l'an de ce compte proche le moulin d'Hénaménil» ?
Le 25 août 1621, Noé Gérardin est brûlé pour sorcellerie.
Au mois de septembre 1622, le sieur Dubois, auditeur à la chambre des comptes vient à Hénaménil pour « reconnaître l'état du pont de bois qui est au-dessus du moulin, sur lequel passent les provisions de bois des salines de son altesse ».
En 1625, Il y a un seul signe patibulaire pour les trois seigneuries d'Hénaménil. Si un homme forain (de passage) est condamné à une amende, le duc de Lorraine en prend un quart, les seigneurs de Holvesse en prennent la moitié, et ceux de Montjoie l'autre quart. Si un crime est commis par un forain (personne de passage), c'est la justice du duc qui est compétente. Toujours en 1625, la moitié des habitants de la seigneurie d'Hénaménil appartient au duc, l'autre moitié appartient aux seigneurs de La Roche.
À la même période, il existe dans la seigneurie d'Hénaménil des droits seigneuriaux appelés les gerbaux dont un quart revient au duc. Les laboureurs doivent aussi un droit appelé les poiries. Il s'élève à douze deniers par cheval de trait.
Le droit d'entrée de ville (droit d'immigration) est de 20 francs dont la moitié revient à la communauté villageoise. Si l'entrée se fait dans la seigneurie d'Hénaménil, le duc en prend la totalité. Si l'entrée a lieu à Holvesse ou à Montjoie, le duc en prend respectivement un quart et la moitié.
En 1700, la communauté des habitants déclare posséder 1 000 jours de bois (~200 ha). La communauté doit à ce sujet un cens annuel de 30 francs barrois aux seigneurs du lieu. La communauté a le droit de vain pâturage dans les bois du duc sur le ban d'Hénaménil. Les habitants ont le droit de pêche dans tous les cours d'eau du territoire. Ils peuvent pêcher à siplot sur fond, à la petite trouble, à la charpagne, et à la ligne sans plomb.

#### La guerre de Trente Ans (1618-1648)
Les comptes du domaine d'Einville contiennent de nombreuses pièces attestant qu'Hénaménil eut beaucoup à souffrir de cette guerre et des maladies contagieuses qu'elle contribua à faire circuler. Dès 1631, une somme d'argent est quittée au fermier du moulin pour les dommages subis du fait de la présence de gens de guerre et de la maladie contagieuse.
En 1637, le maire étant mort ainsi que la plupart des habitants, aucune déclaration de deniers dus n'a pu être établie.
En juin 1641, le moulin est ruiné par les troupes du duc de Lorraine qui passent journellement par ce lieu et contraignent les habitants à se réfugier à Lunéville.
En 1642, il n'y a plus de maire et il ne reste que quelques habitants. Le moulin a été ruiné lors des passages successifs de l'armée commandée par monsieur Du Hallier.
En 1643, Hénaménil ne compte plus que quatre habitants. En 1644, Hénaménil compte quatre habitants, zéro en 1647, trois en 1660.

### Période pré et post révolutionnaire

#### Baron, baronne et curés d’Hénaménil

##### Le baron De Schacken
Lorsqu’il vient « prendre possession » du duché de Lorraine, le duc Léopold amène avec lui des personnes qui lui ont été fidèles. Parmi elles, se trouve Pierre Schacken né en Flandre, baron du Saint Empire germanique. Vivant désormais à la cour de Lorraine, il fait valoir son titre de noblesse qui sera transmis à ses descendants. Son fils Antoine devient seigneur de Réméréville et autres fiefs banjoindants en épousant Marie Claude de France, héritière de ces titres et biens.
Gaspard François de Schacken est le fils de d'Antoine. Il est né en 1743 à Nancy. Il épouse Marie Thérèse Ducroiset, parfois orthographié Ducroisé, une roturière aisée. Le couple s’installe à Xirocourt où il vit des rentes de l’épouse. Très vite, le baron acquiert une réputation sulfureuse. Il est mêlé à une affaire d’homicide (cote 16 B 498 aux archives départementales de M&M). Il ne s’en cache pas et dit : « j’ai eu le malheur de tuer un homme à mon corps défendant ; on m’a fait à cette occasion mon procès au bailliage de Vezelise mais j’ai obtenu des lettres de grâce du roi ». Les faits se sont déroulés vers 1775.
Marie Thérèse Ducroiset hérite, fort à propos à la même période, d’une confortable maison et d’autres biens ruraux à Hénaménil. Les époux de Schacken ainsi que les beaux-parents viennent s’y installer. Ce déménagement fait dire que toute la famille fuit le scandale de Xirocourt.
Peu à peu, Gaspard De Schacken se laisse de nouveau aller à ses excès. Il a des différends avec le bangarde (garde champêtre), avec les gardes-chasse et le propriétaire des forêts voisines, avec plusieurs artisans, avec l'instituteur, avec le maire et à la fin, avec le curé. Il se laisse souvent emporter dans des propos d’une extrême violence. Ses menaces de mort sont récurrentes, notamment envers le curé.
Quand dans la nuit du 27 février 1785, deux coups de fusil sont tirés dans la fenêtre de la chambre à coucher du curé, les soupçons se portent rapidement sur le baron, d'autant qu'il n'existe que deux fusils à 2 coups dans le village ; le second appartenant à un homme fort paisible. Le baron s’en défend vigoureusement mais cette fois, l’affaire est prise très au sérieux par les autorités judiciaires. Le bailliage de Lunéville charge un commissaire-enquêteur, monsieur Laplante, de faire une enquête. Celui-ci fait un travail remarquable. Il entend à une ou plusieurs reprises, 87 témoins. Il consigne scrupuleusement leurs affirmations. Il en convoque même à Lunéville. Son enquête dure trois mois et constitue un très gros dossier, entièrement conservé aux archives départementales sous la cote 10 B 613-615.
Dans un premier temps,  Gaspard De Schacken est très actif auprès des habitants pour tenter d’influencer leur témoignage et discréditer les plus vulnérables. Les autorités prennent alors une décision radicale qui montre bien leur volonté d’aboutir. Gaspard De Schacken est incarcéré le temps de l'enquête. Autre contrariété : il est réalisé un inventaire de saisie dans la maison du baron. Son épouse prend alors le relai avec l’aide d’un avocat. Elle essaie de soudoyer des témoins. Cette démarche est curieuse car elle même avait eu a subir les foudres de son mari qui n’avait pas hésité à la brutaliser en public.
Ni le curé, ni les autres habitants ayant eu maille à partir avec le baron ne portent plainte. Gaspard De Schacken est jugé à Lunéville le 4 octobre 1785. Il est reconnu coupable d’être l’auteur des coups de feu. Le procureur ayant profité de cette affaire pour en exhumer une plus ancienne à propos de l’agression de deux gardes-chasse, De Schacken est également reconnu coupable de ces violences. Il n’est pas condamné à la prison car la peine n’existe pas à l’époque mais la condamnation aux dépens est assez lourde. La sentence lui interdit désormais de posséder une arme à feu ce qui pour un homme de son rang est une humiliation. Sa passion contrariée pour la chasse ne fait renforcer sa rancœur. Le jugement lui enjoint également d’être plus mesuré dans ses propos et charge la maréchaussée de veiller à l’application de cette dernière clause. Le baron ne semble pas avoir fait appel de ce jugement.
Gaspard De Schacken a -t- il respecté les prescriptions de la cour de justice ? Rien ne permet de le dire mais le fait qu’il devienne brièvement maire d’Hénaménil en 1810 laisse supposer qu’il se soit amendé.

##### La baronne De Schacken
Marie Thérèse Ducroiset, épouse du baron, n’a plus non plus fait parler d’elle. À sa mort en 1828, elle semblait jouir d’une réelle estime des habitants d’Hénaménil… Mais pas de son curé !
Le 3 novembre 1828, la baronne résidant à Hénaménil depuis plus de 60 ans décède. Elle semble être appréciée des habitants pour son empathie à leur égard. Ils furent donc surpris quand ils apprirent que Charles-Hubert Moré, curé de la paroisse, refusait d'ouvrir les portes de l'église et de sonner le glas pour son inhumation. Le prêtre invoquait le motif qu'elle ne fréquentait pas l'église. On tenta d'opposer au religieux que la dame souffrait d'une grande infirmité et que le desservant de la paroisse n'avait jusque-là rien trouvé à redire quand il encaissait l'achat d'un banc d'église sur lequel il profitait de l'absence de la dame pour y installer ses propres servantes.
C'est finalement le maire du village qui fit ouvrir l'église, sonner le glas et inhumer Mme De Schaken dans le caveau familial alors que le curé voulait la reléguer dans la partie la plus éloignée du cimetière communal. Sans doute pour manifester sa contrariété par l'autorité civile, le curé refusa d'assurer le service religieux pour la fête du roi en prétextant qu'il ne connaissait pas d'autre souveraineté que celle du pape. À cette époque, l'église et l'État étaient liés par le régime du concordat. Les propos du curé étaient donc répréhensibles selon le droit en vigueur. Le maire consigna le refus du curé dans un procès-verbal et le transmis à l'autorité civile.

### Période moderne

#### Choléra
En 1855 lors de l'épidémie de choléra asiatique, on déclara 231 cas et 71 décès à Hénaménil. Ces chiffres mériteraient d'être recoupés avec ceux de l'état-civil pour vérification.

#### Phylloxéra
En 1901, 3 foyers infestés par cette maladie de la vigne sont découverts aux lieux-dit la Carrière et le Revers du Champ Charré. Ils ont pour origine des plants américains importés 10 ans plus tôt.

#### Incident de frontière
Le 25 octobre 1904, le soldat allemand Pierre Breier est arrêté sur le territoire d'Hénaménil. Il est en uniforme et en armes. Il appartient au 136e régiment d'infanterie de Dieuze. Il dit être entré sur le territoire français par mégarde. Il est reconduit à la frontière par les gendarmes français. Cet incident est répertorié comme violation du territoire français.  

#### Alimentation en eau potable
Le 20 juin 1930 eut lieu à la mairie de Lunéville, un appel d'offres pour l'alimentation en eau potable de la commune d'Hénaménil.

#### Remembrement
En décembre 1930 a lieu une enquête publique en vue d'engager un remembrement sur la commune d'Hénaménil.

#### Histoire religieuse
Il semble que la paroisse d'Hénaménil faisait partie de l'évêché de Metz, sur le plan spirituel, avant la Révolution.

#### Curé procédurier
À la fin de 1888 commence une étonnante affaire religieuse. Célestin Henriot est curé de la paroisse d'Hénaménil depuis 12 ans. Il s'est lourdement endetté à titre personnel pour les travaux réalisés dans l'église d'Hénaménil. L'évêque de Nancy, Monseigneur Turinaz, décide le transfert du desservant vers la paroisse de Jeandelize. Celle-ci étant d'un meilleur rapport financier, elle devait permettre à Henriot d'honorer ses dettes. Le 27 juin 1900, il est muté à Colmey mais la maladie l'empêche de se rendre à sa nouvelle affectation. Après sa guérison, Henriot demande à être réaffecté à Jeandelize ou dans une paroisse équivalente. Mais il n'est plus dans les bonnes grâces de l'évêque connu pour son humeur ombrageuse. Turinaz lui propose Fresnois-la-Montagne mais Henriot refuse. Il juge les revenus de cette paroisse insuffisants. Ne pouvant régler le différend à l'amiable, l'ancien curé d'Hénaménil se pourvoit en cour de Rome. La congrégation des évêques rend alors une sorte de « jugement de Salomon » par lequel Henriot doit accepter la paroisse de Fresnois-la-Montagne mais son évêque doit lui verser mensuellement une somme d'argent compensant la perte de revenu. L'évêque de Nancy fini par retirer l'appel qu'il avait d'abord interjeté et le consulteur ecclésiastique, revue officielle des actes du Saint Siège, publia le règlement définitif de ce jugement en 1903,.
L'abbé Henriot dû, en même temps que l'affaire précédente, soutenir une autre procédure, civile celle-là. Ayant besoin de fonds pour les travaux engagés dans l'église d'Hénaménil, il s'était fait remettre en 1880 une somme de 4 000 francs et 3 700 francs en 1881 par la demoiselle Crospal. Henriot versa ensuite chaque semestre 360 francs à Mlle Crospal. Celle-ci voulant récupérer ses fonds, elle les réclama à Henriot qui lui opposa qu'ils avaient convenus initialement que c'était un don. Crospal porta alors l'affaire devant la cour civile de Briey, laquelle affaire vint ensuite en appel. Le 28 juillet 1894, La cour d'appel de Nancy condamna Henriot à rembourser l'intégralité de la somme avec les intérêts dus.

### Première Guerre mondiale
Il y eut d'importants dommages au cours de la guerre 1914-1918.
En mai 1915, 35 089 francs sont alloués pour la réparation de maisons privées partiellement détruites par les obus. 3 000 francs sont alloués à la réparation de bâtiments de fermes pour favoriser la reprise économique.
Par arrêté du ministre de la guerre en date du 22 avril 1922, la commune d'Hénaménil est citée à l'ordre de l'armée.
La société coopérative de reconstruction a été dissoute par décision de son assemblée générale le 19 août 1930.

#### Atrocités
Des actes de barbarie, de torture, de chantage, d'incendies volontaires et demande de rançon furent perpétrés par les soldats bavarois à Hénaménil et dans les villages environnants fin août et début septembre 1914. Les soldats allemands étaient sous les ordres  du commandant en chef Karl Von Fasbender (en), celui qui rançonna les habitants de Lunéville.

## Politique et administration
| Période                                  | Période                   | Identité                                     | Étiquette | Qualité                                                                              |
| ---------------------------------------- | ------------------------- | -------------------------------------------- | --------- | ------------------------------------------------------------------------------------ |
| Les données manquantes sont à compléter. |                           |                                              |           |                                                                                      |
| avant 1785                               | après 1785                | Jean François                                |           | maire de la partie souveraine d'Hénaménil, à l'exclusion des seigneuries non royales |
| 1810                                     | 1810                      | Gaspard François De Schacken                 |           |                                                                                      |
|                                          | septembre 1868            | Busselot                                     |           | Démissionnaire                                                                       |
| septembre 1868                           |                           | Augustin Thiéry                              |           |                                                                                      |
| 1879                                     | 1881                      | Payen                                        |           | nommé par le préfet                                                                  |
| 1881                                     |                           | Payen                                        |           | élu                                                                                  |
|                                          | juin 1914                 | Hinzelin                                     |           | démissionnaire                                                                       |
| 1914                                     | 1918                      | Louis-Joseph Maire                           |           |                                                                                      |
| 1918                                     |                           | Bourdier                                     |           |                                                                                      |
| mai 1935                                 |                           | Henri Goudot                                 |           |                                                                                      |
|                                          |                           |                                              |           |                                                                                      |
| mars 2001                                | 2014                      | Alain Marchal                                |           |                                                                                      |
| mars 2014                                | En cours (au 26 mai 2020) | Carole Cuny, Réélue pour le mandat 2020-2026 |           | Ancienne employée                                                                    |

## Population et société

### Démographie
L'évolution du nombre d'habitants est connue à travers les recensements de la population effectués dans la commune depuis 1793. Pour les communes de moins de 10 000 habitants, une enquête de recensement portant sur toute la population est réalisée tous les cinq ans, les populations de référence des années intermédiaires étant quant à elles estimées par interpolation ou extrapolation. Pour la commune, le premier recensement exhaustif entrant dans le cadre du nouveau dispositif a été réalisé en 2006.

En 2022, la commune comptait 149 habitants, en évolution de −0,67 % par rapport à 2016 (Meurthe-et-Moselle : −0,13 %, France hors Mayotte : +2,11 %).
| 1793 | 1800 | 1806 | 1821 | 1831 | 1836 | 1841 | 1846 | 1851 |
| ---- | ---- | ---- | ---- | ---- | ---- | ---- | ---- | ---- |
| 426  | 494  | 520  | 531  | 557  | 598  | 697  | 620  | 640  |

| 1856 | 1861 | 1872 | 1876 | 1881 | 1886 | 1891 | 1896 | 1901 |
| ---- | ---- | ---- | ---- | ---- | ---- | ---- | ---- | ---- |
| 532  | 561  | 540  | 531  | 501  | 442  | 427  | 403  | 396  |

| 1906 | 1911 | 1921 | 1926 | 1931 | 1936 | 1946 | 1954 | 1962 |
| ---- | ---- | ---- | ---- | ---- | ---- | ---- | ---- | ---- |
| 397  | 351  | 288  | 246  | 236  | 240  | 206  | 244  | 216  |

| 1968 | 1975 | 1982 | 1990 | 1999 | 2006 | 2011 | 2016 | 2021 |
| ---- | ---- | ---- | ---- | ---- | ---- | ---- | ---- | ---- |
| 229  | 184  | 173  | 161  | 191  | 183  | 162  | 150  | 147  |

| 2022 | - | - | - | - | - | - | - | - |
| ---- | - | - | - | - | - | - | - | - |
| 149  | - | - | - | - | - | - | - | - |

## Culture locale et patrimoine

### Lieux et monuments
- Église Notre-Dame-de-l'Assomption de Hénaménil, reconstruite après 1918 ; Christ XVIe siècle.
- Monument aux morts.
- Statue de la Vierge.
- Canal de la Marne au Rhin : écluse et port.
- Voie verte du canal de la Marne au Rhin.

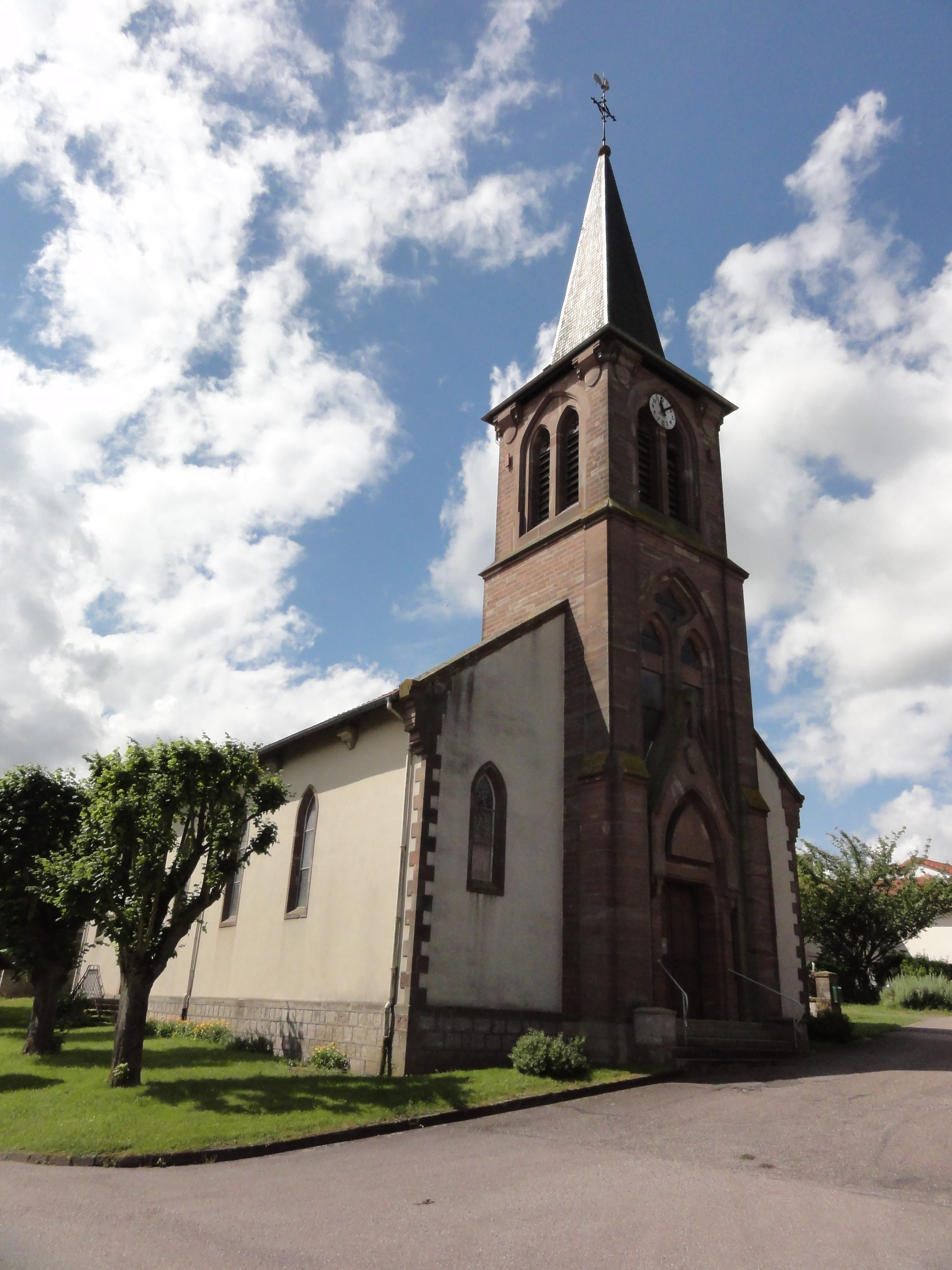
Église Notre-Dame-de-l'Assomption.
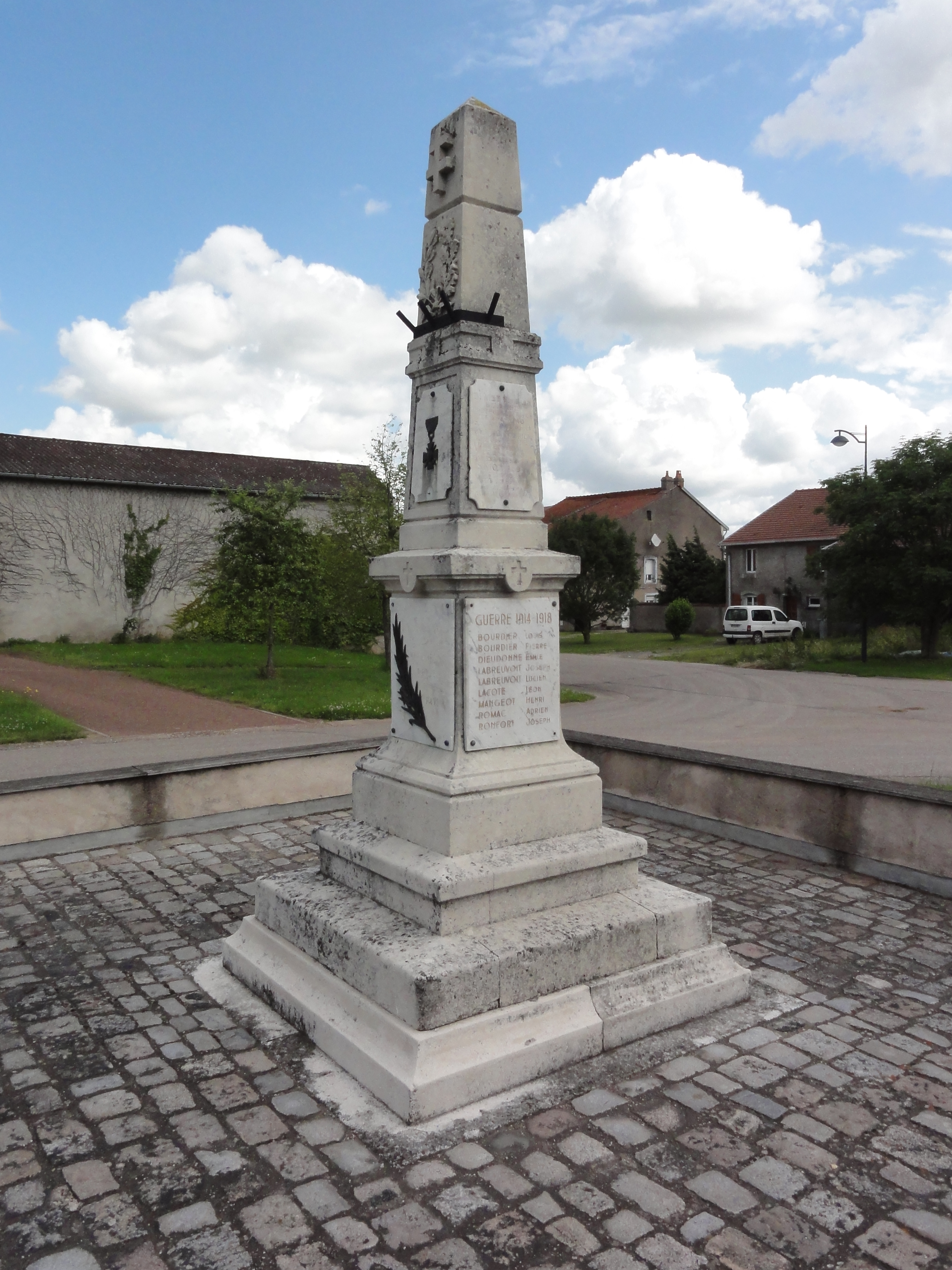
Monument aux morts.
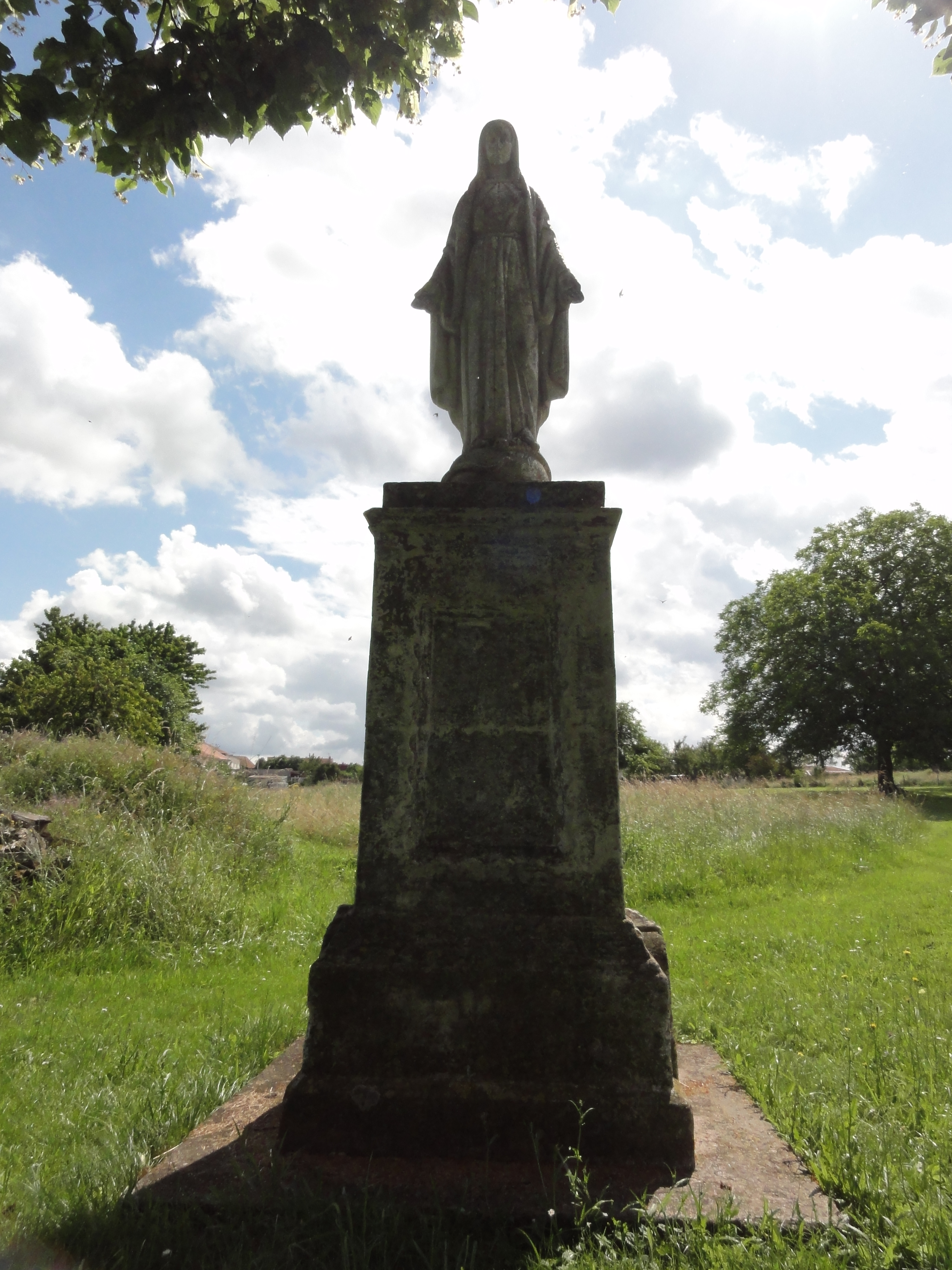
La statue de la Vierge.
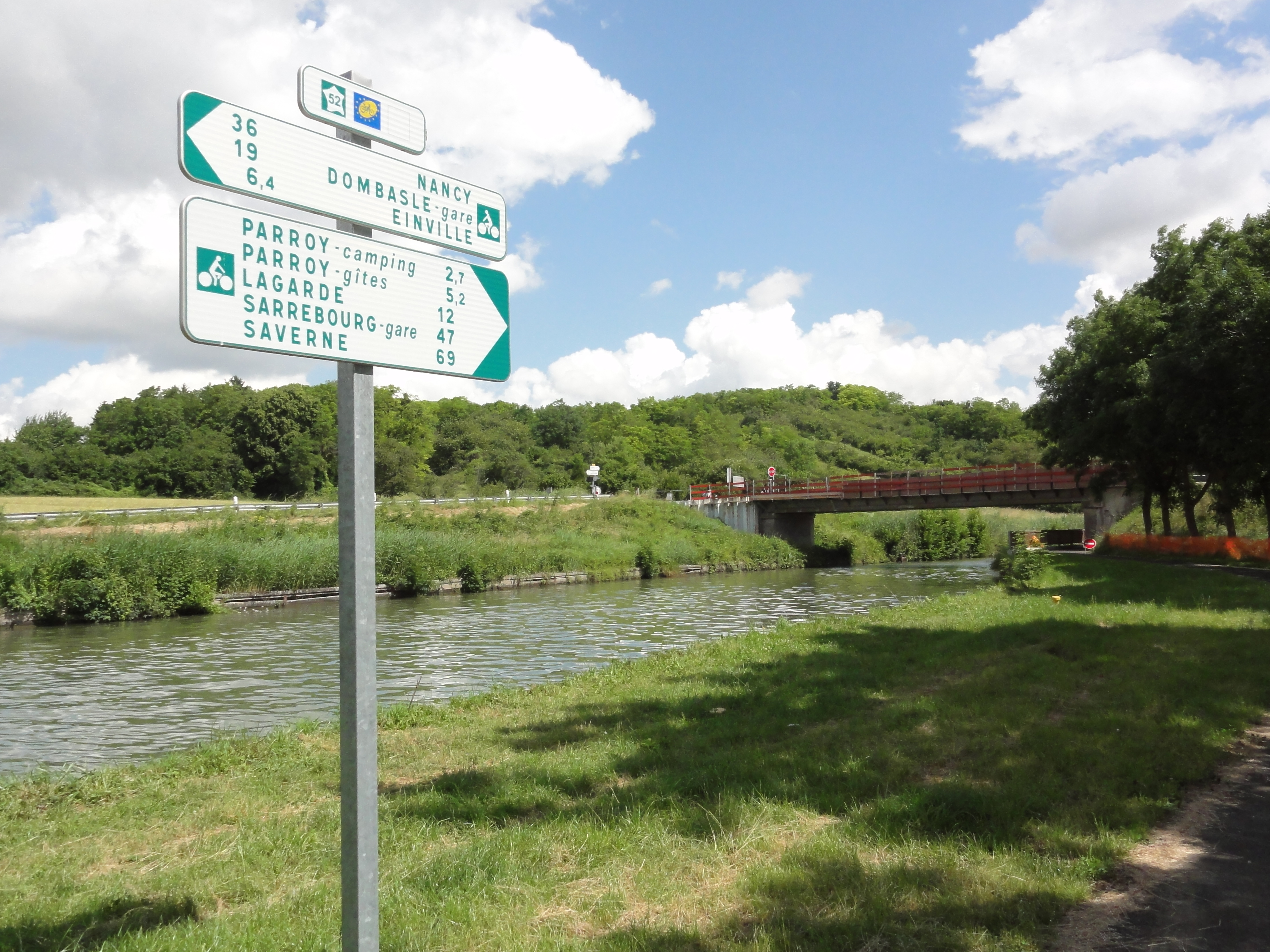
Voie verte du canal de la Marne au Rhin.

### Héraldique
| Blason de Hénaménil | Blason  | D'azur à trois pals d'argent au chef cousu de gueules chargé de trois étoiles d'or rangées en fasce.                                               |
| Blason de Hénaménil | Détails | L'original semble être le blason de Nicolas-Joseph Le Febvre, seigneur d'Hénaménil anobli en 1706 Le statut officiel du blason reste à déterminer. |